# Jens Lehmann (ciclista)
|  | No confondre amb el futbolista Jens Lehmann |

Jens Lehmann (Stolberg, Saxònia-Anhalt, 19 de desembre de 1967) va ser un destacat ciclista alemany. Nascut a l'Alemanya de l'Est va defensar els seus colors fins a la reunificació alemanya.
Especialista en pista, especialment en la persecució. Va obtenir quatre medalles, dues d'elles d'or, als Jocs Olímpics, i catorze medalles als Campionats del món.

## Palmarès en pista
- 1991
  -  Campió del món de Persecució
  -  Campió del món de Persecució per equips (amb Michael Glöckner, Stefan Steinweg i Andreas Walzer)
- 1992
  -  Medalla d'or als Jocs Olímpics de Barcelona en Persecució per equips (amb Stefan Steinweg, Guido Fulst, Andreas Walzer i Michael Glöckner)
  -  Medalla d'or als Jocs Olímpics de Barcelona en Persecució
- 1994
  -  Campió del món de persecució per equips (amb Andreas Bach, Guido Fulst i Danilo Hondo)
- 1995
  -  Campió d'Alemanya en Persecució
- 1999
  -  Campió del món de persecució per equips (amb Robert Bartko, Guido Fulst i Daniel Becke)
  -  Campió d'Alemanya en Persecució
  -  Campió d'Alemanya en Persecució per equips (amb Sebastian Siedler, Christian Bach i Daniel Becke)
- 2000
  -  Medalla d'or als Jocs Olímpics de Sydney en Persecució per equips (amb Daniel Becke, Guido Fulst i Robert Bartko)
  -  Medalla d'or als Jocs Olímpics de Sydney en Persecució
  -  Campió del món de Persecució
  -  Campió del món de Persecució per equips (amb Sebastian Siedler, Guido Fulst i Daniel Becke)
  -  Campió d'Alemanya en Persecució
- 2001
  -  Campió d'Alemanya en Persecució per equips (amb Sebastian Siedler, Christian Bach i Christian Müller)
- 2002
  -  Campió d'Alemanya en Persecució per equips (amb Sebastian Siedler, Thomas Fothen i Moritz Veit)
- 2003
  -  Campió d'Alemanya en Persecució per equips (amb Sebastian Siedler, Christian Bach i Daniel Schlegel)
- 2004
  -  Campió d'Alemanya en Persecució
  -  Campió d'Alemanya en Persecució per equips (amb Tony Martin, Christian Bach i Sascha Damrow)

### Resultats a laCopa del Món
- 1998
  - 1r a Hyères, en Persecució
- 1999
  - 1r a Fiorenzuola d'Arda, en Persecució
- 2000
  - 1r a Moscou, en Persecució
- 2001
  - 1r a Szczecin, en Persecució
  - 1r a Szczecin, en Persecució per equips
- 2002
  - 1r a Moscou, en Persecució

## Palmarès en ruta
- 1994
  -  Campió d'Alemanya en contrarellotge
  - 1r al Gran Premi Telekom (amb Tony Rominger)
- 2000
  - Vencedor d'una etapa a la Volta a Saxònia
- 2001
  - Vencedor d'una etapa a la Volta a Hessen